# Neotrigonia lamarckii
Neotrigonia lamarckii is een tweekleppigensoort uit de familie van de Trigoniidae. De wetenschappelijke naam van de soort is voor het eerst geldig gepubliceerd in 1838 door Gray.